# Валеријана (Сондрио)
Валеријана је насеље у Италији у округу Сондрио, региону Ломбардија.
Према процени из 2011. у насељу је живело 18 становника. Насеље се налази на надморској висини од 279 м.